# Hermann Hold
Hermann Hold (* 1949) ist ein österreichischer römisch-katholischer Kirchenhistoriker.

## Leben
Als außerordentlicher Universitätsprofessor lehrte er Kirchengeschichte an der Universität Wien. Seine Forschungsschwerpunkte sind Rhetorik und Macht, religious woman-man-symbolic (11th–14th Century), Letal-Dispositionen im Gottesbild des Mittelalters und der Neuzeit: deren Implikationen im Rahmen der Entwicklung einer Sterbekultur und vom Heiligen getragene Geschlechtlichkeit. Kirchliche Sexuallehre an der Westfront von St. Stephan.

## Schriften (Auswahl)
- Adelsbünde und Rittergesellschaften im Spätmittelalter. Beitrag zur Entstehung, Form und Funktion der genossenschaftlichen und hierarchischen Gruppe. Wien 1975, OCLC 247740819 (zugleich Dissertation, Wien 1975).
- Appellative Höflichkeit. Untersuchungen zur Inscriptio von Papstschreiben aus der Mitte des 14. Jahrhunderts. Wien 1988, OCLC 311139229 (zugleich Dissertation, Wien 1988).
- Unglaublich glaubhaft. Die Arengen-Rhetorik des Avignonenser Papsttums. Lang, Frankfurt am Main/Berlin/Bern/Bruxelles/New York/Oxford/Wien 2004, ISBN 3-631-39090-4 (zugleich Habilitationsschrift, Wien 2001).
- als Herausgeber mit Rupert Klieber: Impulse für eine religiöse Alltagsgeschichte des Donau-Alpen-Adria-Raumes. Böhlau, Wien/Köln/Weimar 2005, ISBN 3-205-77310-1.
- als Herausgeber mit Gerhart Marckhgott: Gregor XI. (1370–1378) (= Publikationen des Historischen Instituts beim Österreichischen Kulturforum in Rom. Abteilung 2 Quellen. Reihe 4. Acta Pataviensia Austriaca. Band 4). Verlag der Österreichischen Akademie der Wissenschaften, Wien 2014, ISBN 978-3-7001-7401-1.

| Personendaten    | Personendaten                                           |
| ---------------- | ------------------------------------------------------- |
| NAME             | Hold, Hermann                                           |
| KURZBESCHREIBUNG | österreichischer römisch-katholischer Kirchenhistoriker |
| GEBURTSDATUM     | 1949                                                    |